# WWE NXT UK 챔피언십
WWE NXT UK 챔피언십(WWE NXT UK Championship)은 영국선수들을 위한 챔피언십이도 하다.또 WWE의 챔피언십중 하나로, 중간급에 속한다.또 2017년 1월 토너먼트를 통해 초대 챔피언이 탄생하였다.

## 역사
트리플 H가 런던의 O2아레나에서 기자회견을 열어 초대 유나이티드 킹덤 챔피언(이하 UK 챔피언)을 가리는 토너먼트 개최를 발표했다.
트리플 H는 2017년 1월 초에 토너먼트가 열린다고 발표했다. 1월 15일 결승전에서 초대 챔피언이 밝혀졌다.

## 역대 타이틀 명칭
| 타이틀 명칭                  | 연도                              |
| ---------------------------- | --------------------------------- |
| WWE 유나이티드 킹덤 챔피언십 | 2017년 1월 14일 ~ 2020년 1월 17일 |
| WWE NXT UK 챔피언십          | 2020년 1월 17일 ~ 2022년 9월 4일  |

## 기록들
- 초대 챔피언 : 타일러 베이트
- 마지막 챔피언 : 타일러 베이트
- 최장수 챔피언 : 월터 (870일)
- 최단 기간 챔피언 : 타일러 베이트 (59일)
- 최다 챔피언 : 타일러 베이트 (2회)
- 최중량급 챔피언 : 월터 (135kg)
- 최경량급 챔피언 : 타일러 베이트 (79kg)
- 최고령 챔피언 : 월터 (31세)
- 최연소 챔피언 : 타일러 베이트 (19세)

## 역대 챔피언
- 타일러 베이트 (초대 챔피언) (마지막 챔피언)
- 페이트 던
- 월터
- 일리야 드라구노프

## 같이 보기
- WWE 유나이티드 킹덤 챔피언십 토너먼트
- WWE 유러피언 챔피언십